# Лійка струминна

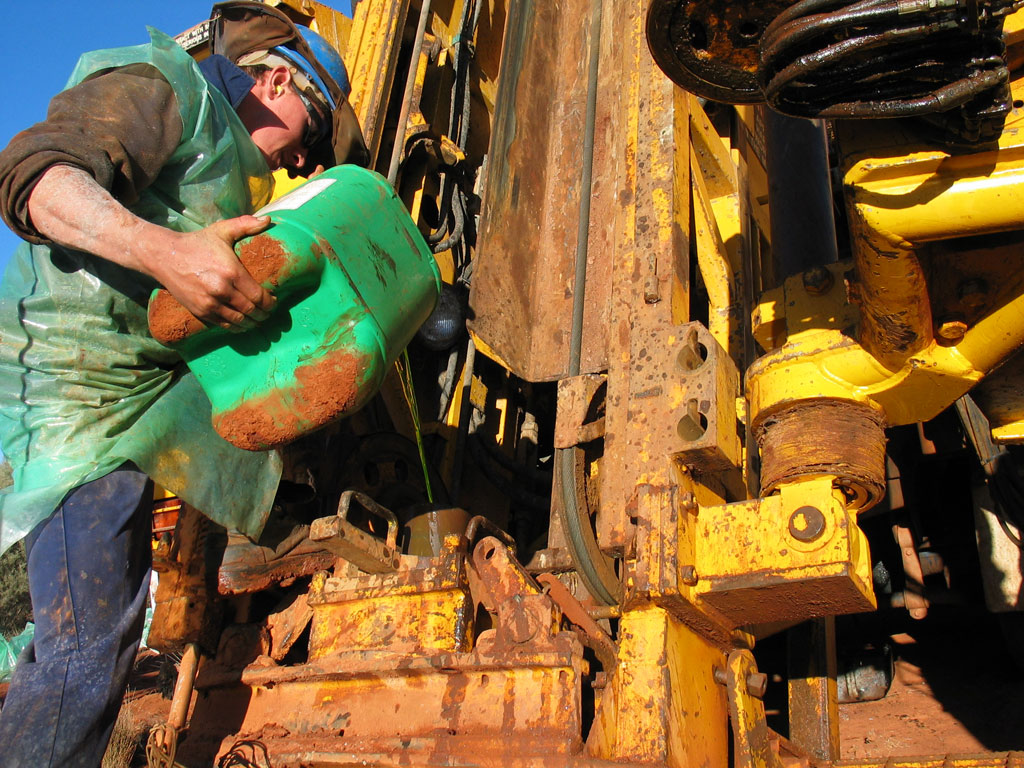
Бурильник додає в розчин піноутворювач

Лійка струминна (рос. струйная воронка; англ. jet hopper, нім. Stromtrichter m) — при бурінні — пристрій для введення домішок у буровий розчин та їх змішування.